# Czech International 1996
Die 25. Czech International 1996 im Badminton fanden vom 4. bis zum 6. Oktober 1996 in Nymburk statt. Auf der IBF-Turnierskala erreichte es die Wertung B.

## Sieger und Platzierte
| Disziplin    | Gold                                 | Silber                                 | Bronze                           |
| ------------ | ------------------------------------ | -------------------------------------- | -------------------------------- |
| Herreneinzel | Daniel Eriksson                      | Pedro Vanneste                         | Martin Hagberg                   |
| Herreneinzel | Daniel Eriksson                      | Pedro Vanneste                         | Henrik Sørensen                  |
| Dameneinzel  | Tanja Berg                           | Andrea Dakó                            | Maja Pohar                       |
| Dameneinzel  | Tanja Berg                           | Andrea Dakó                            | Claudia Vogelgsang               |
| Herrendoppel | Henrik Andersson Johan Tholinsson    | Fredrik Bergström Rasmus Wengberg      | Manuel Dubrulle Vincent Laigle   |
| Herrendoppel | Henrik Andersson Johan Tholinsson    | Fredrik Bergström Rasmus Wengberg      | Daniel Eriksson Martin Hagberg   |
| Damendoppel  | Ann-Lou Jørgensen Christina Sørensen | Natalja Esipenko Natalia Atrashchenkov | Darja Kranjc Mateja Slatnar      |
| Damendoppel  | Ann-Lou Jørgensen Christina Sørensen | Natalja Esipenko Natalia Atrashchenkov | Sandrine Lefèvre Tatiana Vattier |
| Mixed        | Jonas Rasmussen Ann-Lou Jørgensen    | Manuel Dubrulle Sandrine Lefèvre       | Hugo Rodrigues Ana Ferreira      |
| Mixed        | Jonas Rasmussen Ann-Lou Jørgensen    | Manuel Dubrulle Sandrine Lefèvre       | Andrej Pohar Maja Pohar          |

## Finalergebnisse
| Disziplin    | Sieger                               | Finalist                               | Ergebnis    |
| ------------ | ------------------------------------ | -------------------------------------- | ----------- |
| Herreneinzel | Daniel Eriksson                      | Pedro Vanneste                         | 15–11, 15–7 |
| Dameneinzel  | Tanja Berg                           | Andrea Dakó                            | 11–6, 11–5  |
| Herrendoppel | Henrik Andersson Johan Tholinsson    | Fredrik Bergström Rasmus Wengberg      | 15–7, 15–12 |
| Damendoppel  | Ann-Lou Jørgensen Christina Sørensen | Natalja Esipenko Natalia Atrashchenkov | 15–4, 15–0  |
| Mixed        | Jonas Rasmussen Ann-Lou Jørgensen    | Manuel Dubrulle Sandrine Lefèvre       | 15–2, 15–11 |